# Puente Milvio
El puente Milvio (italiano: Ponte Molle o Ponte Milvio, latín: pons Milvius o pons Mulvius) es un puente situado en el norte de Roma. Es uno de los puentes más importantes sobre el río Tíber.

## Historia
Fue construido por el cónsul Cayo Claudio Nerón en 206 a. C., después de haber derrotado al ejército cartaginés en la batalla del Metauro. En 109 a. C., el censor Marco Emilio Escauro construyó un nuevo puente de piedra en el mismo lugar, destruyendo el antiguo. En 312, Constantino I venció a Majencio, su rival, en la famosa batalla del Puente Milvio, en la zona que se encuentra entre este puente y Saxa Rubra.
Durante la Edad Media un monje llamado Acuzio renovó el puente, y en 1429 el papa Martín V le pidió a un famoso arquitecto, Francesco da Genazzano, que reparase el puente ya que estaba a punto de derrumbarse. Durante los siglos XVIII y XIX, el puente fue modificado por dos artistas: en 1805 el papa Pío VII encomendó a Giuseppe Valadier la reconstrucción de la entrada triunfal fortificada, los arcos de los extremos del puente (que habían sido sustituidos por puentes levadizos de madera), y la construcción de una torre en la entrada norte de estilo neoclásico a Domenico Pigiani.

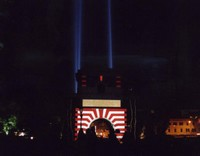
Instalación lumínica del Puente Milvio, véase vídeo en YouTube (en italiano).

El puente fue destruido parcialmente en 1849 por las tropas de Giuseppe Garibaldi con el fin de reducir la marcha de las tropas francesas del general Oudinot. El Papa Pío IX lo hizo restaurar el año siguiente y se ornamentó con una escultura, la Inmaculada Concepción, que se añadió a una obra escultórica previa de Francesco Mochi en la que figura Juan Nepomuceno. Desde 1978 el puente es peatonal; el tráfico rodado fue desviado al vecino Puente Flaminio.
En 2003, durante la primera Noche en blanco en Roma, la Torre Valadier que abre el Puente Milvio fue iluminada por el artista Fabrizio Crisafulli. Esa noche, 28 de septiembre, se produjo un apagón que privó de electricidad a la mayoría de los municipios italianos hasta el día siguiente. El puente, dotado para la ocasión con un generador eléctrico independiente, continuó con su performance de luz.

## Costumbre moderna: los candados
A fines de 2006, inspirados por los protagonistas de la novela Tengo ganas de ti de Federico Moccia, el puente comenzó a atraer el interés de las parejas, quienes usan el poste de luz sobre el mismo para colgar candados como señal de su amor. En el ritual, la pareja sujeta el candado al poste y luego arroja la llave al Tíber. El 13 de abril de 2007, a causa del peso de todos los candados, cayeron las farolas. Tras ello, el alcalde de Roma mandó colocar adyacentes a las farolas unos postes de acero unidos por cadenas, en las que se colocaron los candados. Estos fueron quitados del puente en septiembre de 2012 y la costumbre erradicada de manera permanente.

## Galería

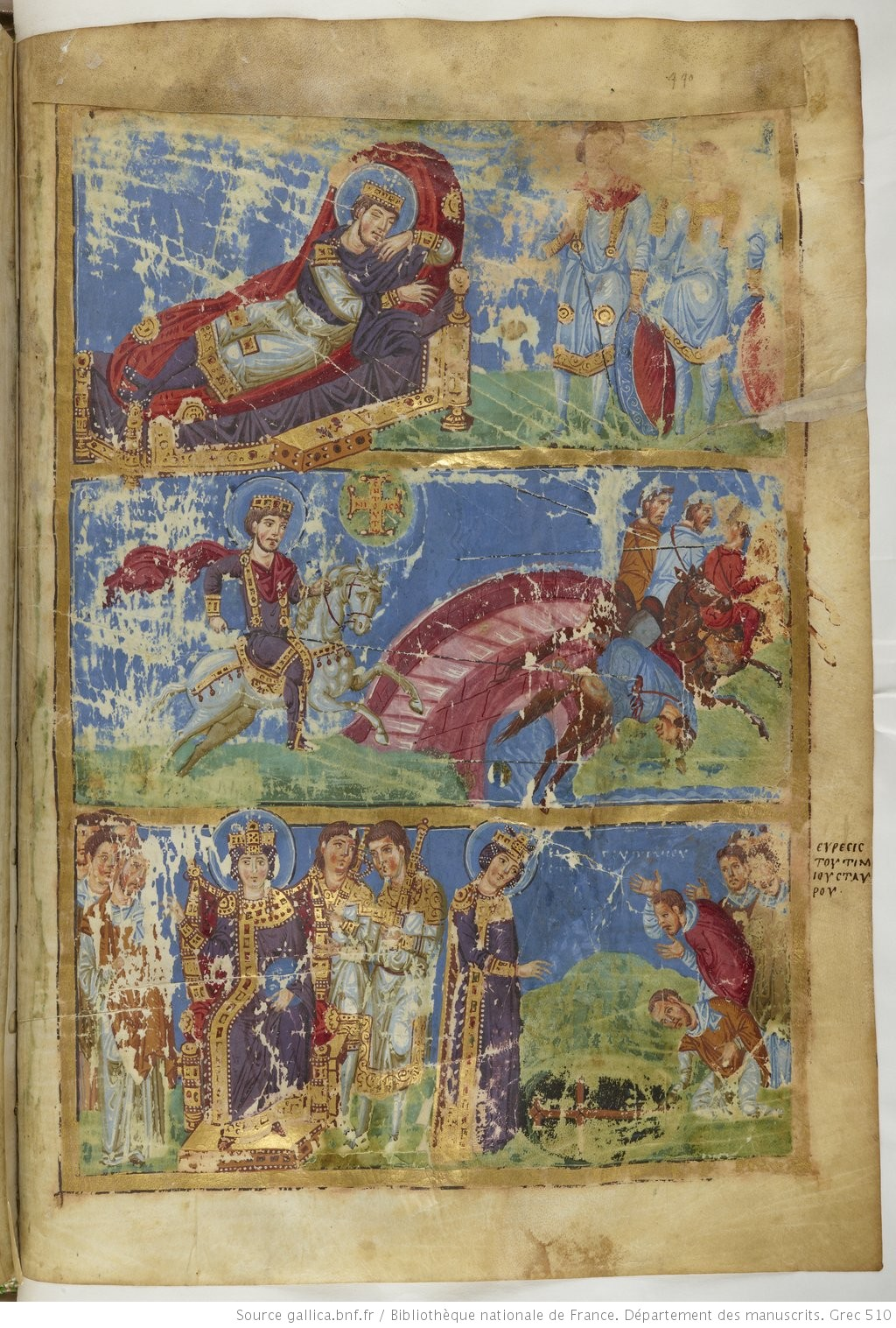
Sueño de Constantino antes de la batalla del puente Milvio en las Homilías de san Gregorio Nacianceno (BnF MS grec 510), folio 440 en la Biblioteca Nacional de Francia
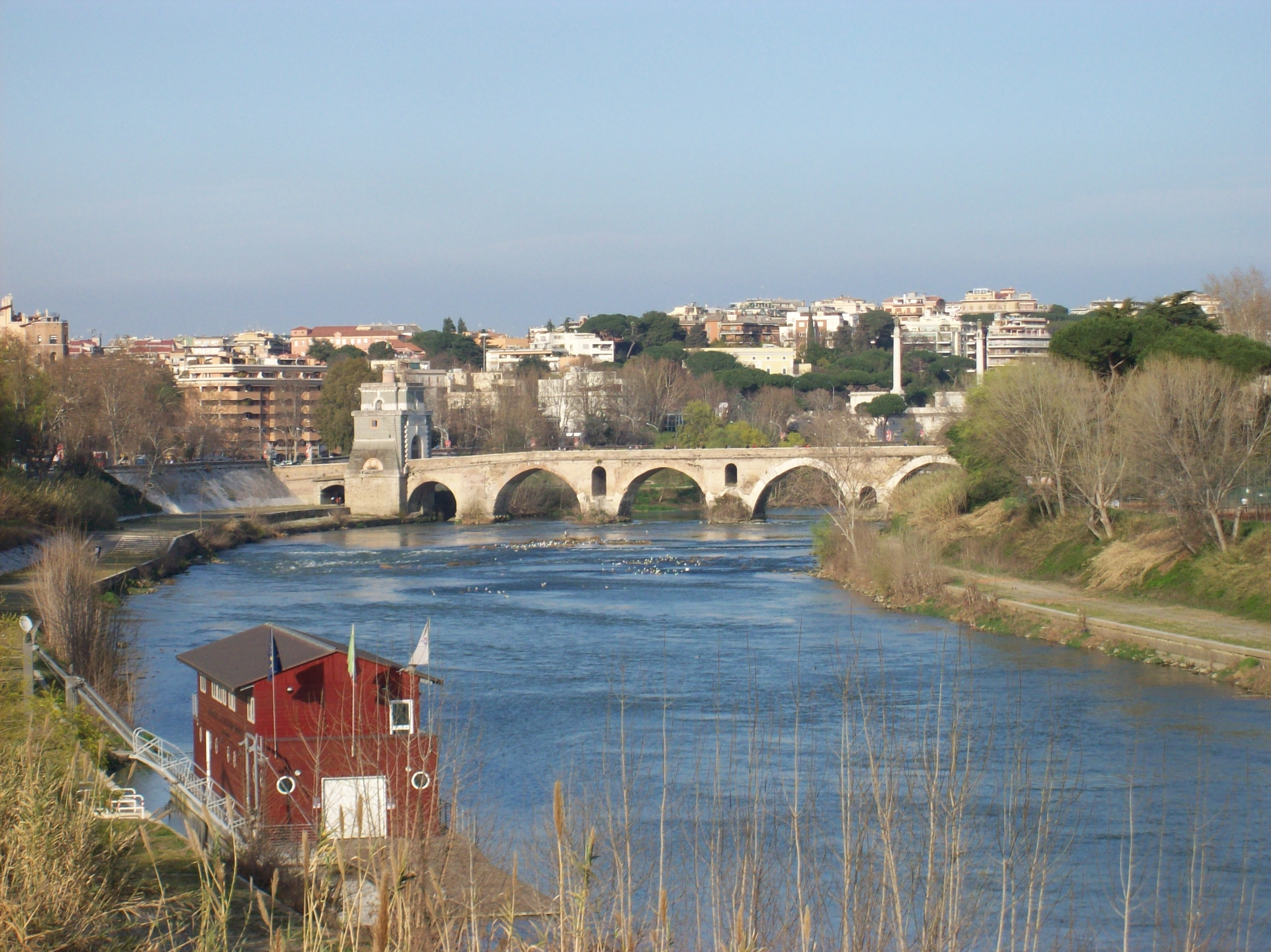
Vista del puente Milvio y el Tíber
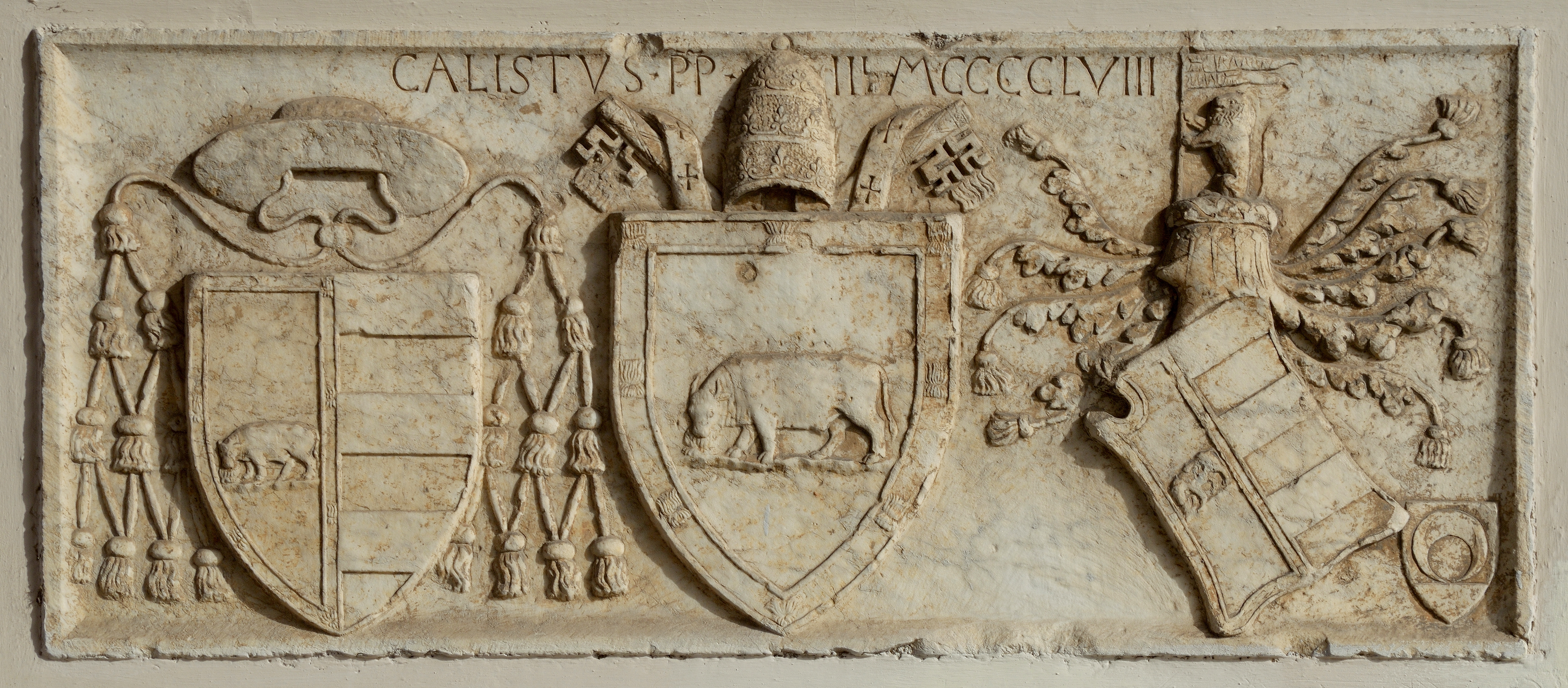
Placa del Papa Calixto III (Borgia) en el puente
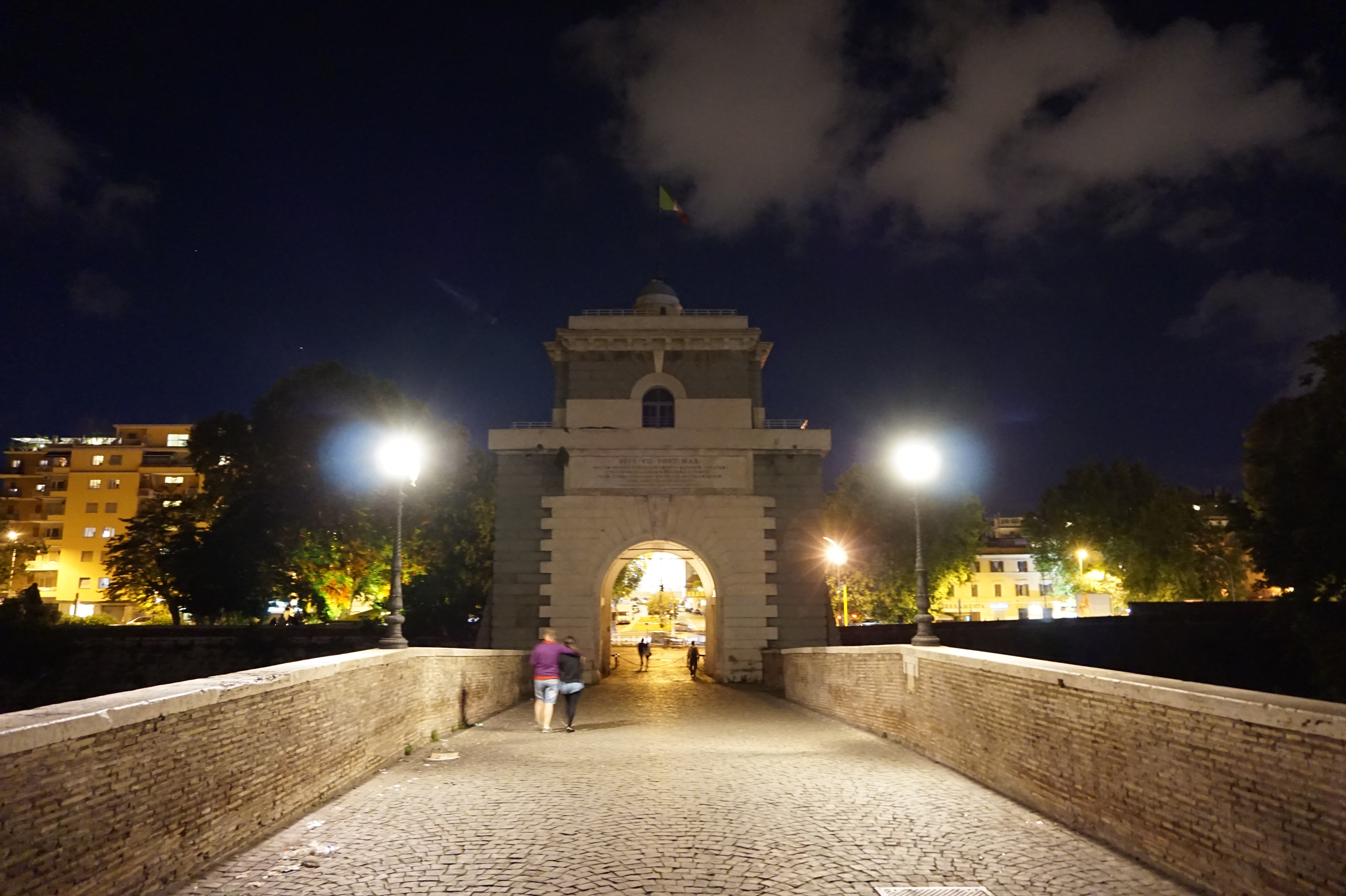
El puente de noche
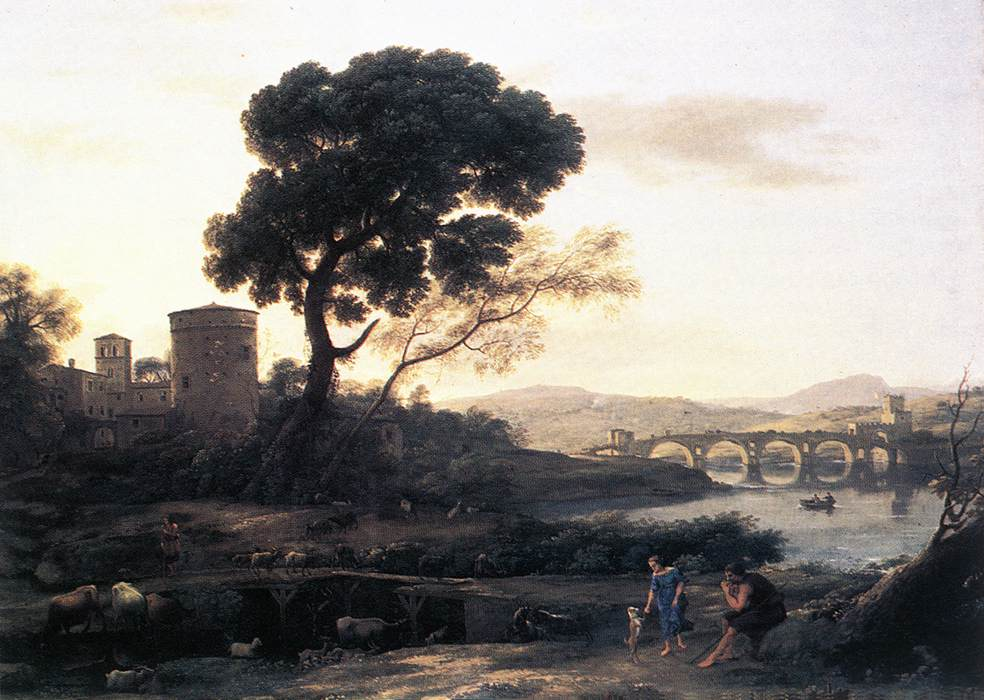
Paisaje campestre con el puente Milvio (1645), de Claudio de Lorena, City Museum and Art Gallery, Birmingham